# Ault (Colorado)
Ault è un centro abitato (town) degli Stati Uniti d'America, situato nella contea di Weld dello Stato del Colorado. Nel censimento del 2000 la popolazione era di 1.432 abitanti.

## Geografia fisica
Secondo i rilevamenti dell'United States Census Bureau, Ault si estende su una superficie di 1,7 km².